# 仮説実験授業研究会
仮説実験授業研究会（かせつじっけんじゅぎょうけんきゅうかい、英: Association for Studies in Hypothesis-experiment Class）は、仮説実験授業やたのしい授業の研究と普及に取り組む日本の研究会。略称は英名の頭文字を取ってASHEC。板倉聖宣らによって設立され、事務局長は長く犬塚清和が務めた。全国各地に仮説サークルがあり、夏と冬に二泊三日の全国合宿研究大会を行っている。当初はガリ版刷りのレポート『仮説』を発行しており、研究会の資料を保存する「ガリ本図書館」の由来となっている。夏の大会で板倉賞が発表され、冬の大会で受賞者の特別講演がある。キミ子方式やマッキーノは本研究会で取り上げられており、仮説実験授業だけでなく、広く授業全般を研究対象にしている。

## 沿革

### 火曜研究会から発足まで
1963年4月10日、国立教育研究所の板倉研究室に上廻昭が内地留学に訪れる。その後、板倉聖宣によって提唱された仮説実験授業の研究のため、国立教育研究所の板倉研究室に上廻昭、庄司和晃、小野田三男、西村英夫の4人の教師が1963年7月23日に集まったことから始まった。毎週火曜日の17時から21時に集まっており、「火曜研究会」と呼ばれた。都内の私立学校の教員が多く集った点に特色がある。

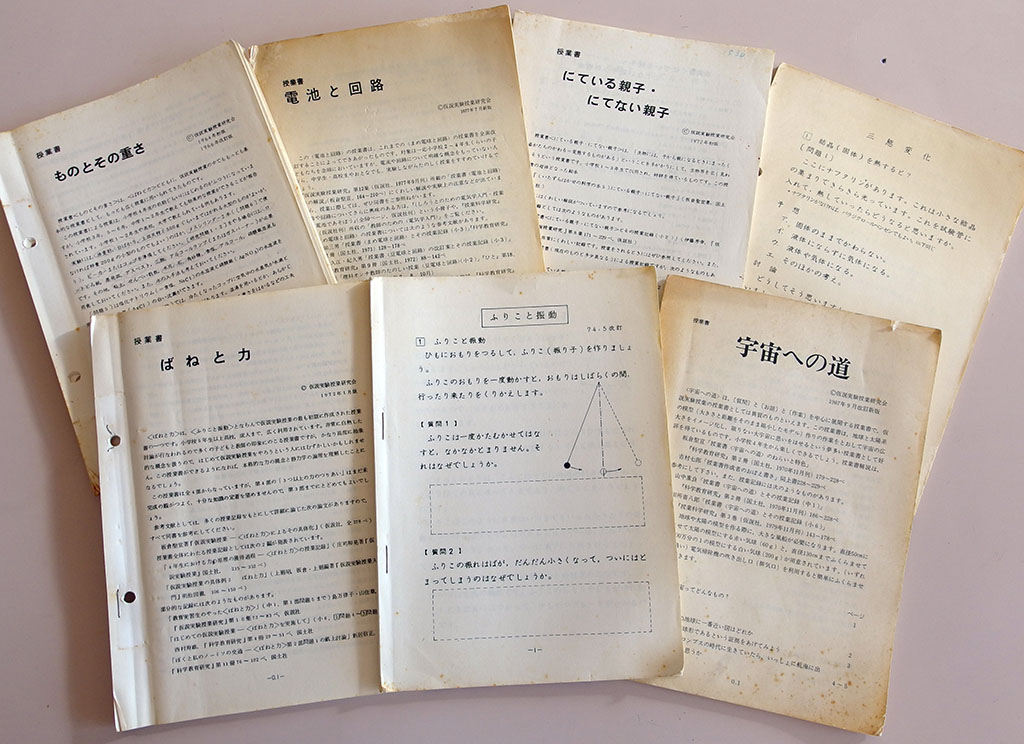
開発された授業書(Jyugyosho)

仮説実験授業に用いられる「授業書」は当初「テキスト」と呼ばれ、授業の取り組みは板倉の研究所内におけるものを除けば、科学教育研究協議会（科教協）の講演会や同会発行の『理科教室』で対外発表された。1964年3月3日に成城学園初等学校で行われた公開授業・研究発表会では、「仮説実験授業研究会」名義で『仮説実験授業の記録』を配布する。同年、機関誌『仮説実験授業研究』が発行される（1966年の時点では庄司和晃の自宅事務所が置かれていた）。

### 1966年 - 1988年
急速な会員数の増加に対応するため、1966年12月25日に全国仮説実験授業研究会の設立が提唱され、板倉聖宣を代表として「仮説実験授業研究会」が発足する。1967年 8月17-19日には、第1回合宿研究会が兵庫県で開かれる。1970年、国土社から機関紙『科学教育研究』を発行する。板倉の方針で「最初から冊数・期間を限って発行する」形で、季刊全12号で1973年まで発刊された。
1973年7月、小樽で開かれた全国大会において、犬塚清和ら「西尾仮説サークル」の編集によって、ガリ版印刷による『仮説』の第1集が発行される。以後、不定期ながら仮説実験授業広島サークルなど別の仮説サークルも編集を担当し、号数が引き継がれる形で1974年末までに第1-8集、別冊1-2集の10冊を数えるまでになる。
一方機関紙は、1974年から仮説社より『仮説実験授業研究』と改題して季刊で発行された。『仮説実験授業研究』の発行部数は1975年には4-5千部になっており、1977年で予定通り全12集で完結した。引き続き1979年には季刊の『授業科学研究』として仮説社から発行された。なお、1978年に松本キミ子と出会った板倉は、1979年に松本の美術授業における手法を紹介する（仮説実験授業#キミ子方式の発見による美術教育の改革も参照）。
1983年3月、仮説社より月刊『たのしい授業』が創刊され、板倉が編集代表に就任。同誌の創刊号は3か月で1万部ほど売れたという。一方で、研究会の研究誌として季刊『科学入門教育』が創刊され、犬塚清和が編集代表を務める。1986年には冬の全国合宿研究大会も始まる。1987年には犬塚の仕事場に「ガリ本図書館」が設立され、研究資料のほとんどを収蔵する。また、1988年には国土社と仮説社から〈授業書研究双書〉シリーズの刊行が始まっている。

### 1989年 - 2018年

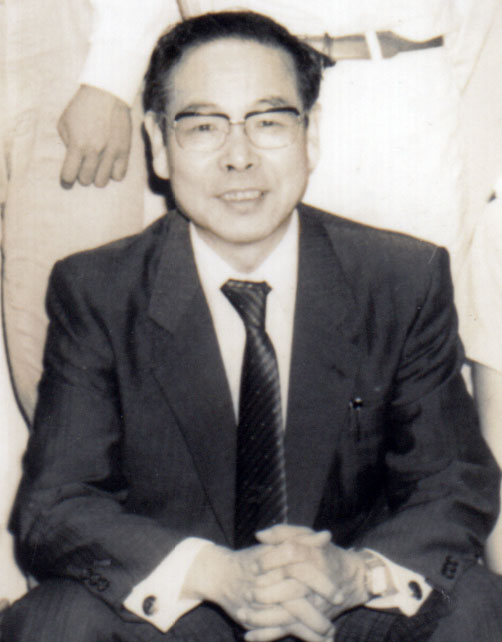
研究会の創設者で、板倉賞の由来である板倉聖宣（1990年の写真）。

1989年7月から仮説社から『仮説実験授業研究 第3期』が刊行され、仮説実験授業提唱25周年企画として『仮説実験授業の誕生』も出版される。1990年5月、研究会員らの寄付で新潟県湯之谷村（現 魚沼市）に「科学の碑」が建立され、同年に板倉賞も始まっている。1991年に「ガリ本図書館」の蔵書は約2500冊に達し、1992年で会員数は約900人となっていた。
さらに「科学の碑」に隣接して「科学の碑記念会館」が建設されることになり、1993年に完成。11月13日から14日にかけて、完成記念式典と仮説実験授業の入門講座が開催された。この会館には仮説実験授業やたのしい授業に関する文献、実験器具が収容されており、1997年の時点でおよそ3万冊に及んでいる。
1998年夏の大会は、大人629名、講演件数343件、サマースクール参加の子供128名となり、1000万円を超す売上総額を記録した。また、2004年夏の大会では会員の参加者数が640名、レポート数は445件、子供が110名、保育児童30名という規模になり、初日の夕食が足りなくなるほどであった。2006年にはサークルは78を数える。
2013年には研究会は50周年を迎え、同年9月29日に50周年企画としてお祝いパーティや「年表と写真で見る仮説実験授業研究会のあゆみ」が企画された。2015年には東京の仮説会館が移転。2018年2月7日、代表の板倉聖宣が死去し、仮説会館は閉鎖。代表代行に竹内三郎が就任する。竹内が言うには、板倉の死去で研究会は大きく混乱しなかったという。

### 2019年以降
2019年5月27日、事務局長の犬塚清和が死去。令和最初の夏大会は岩手県で行われ、参加者283名、レポート数284件、店舗数69といった規模であった。2024年7月現在、事務局は引き続き愛知県西尾市に置かれている。

### 歴代会代表
1. 1966-2018 板倉聖宣
2. 2018-2020 竹内三郎[63]
3. 2020-2024 小原茂巳[64][65]
4. 2024-　　 出口陽正[66]

## 活動内容
持ち回りで夏と冬に全国合宿研究大会を開催しており、その分野は理科、算数、数学、社会、国語、英語、美術、音楽、さらには障害児教育や授業運営、教師論、組織論、ものづくりなど多岐にわたり、マッキーノのような個別教材・ゲームもテーマとしている。サークル単位の活動が特徴で、各地でフェスティバルや入門講座も開催されており、これらには公開授業を伴うものもある。授業書の収集や管理、保管も行っている。

### 仮説サークル
「西尾仮説サークル」「仮説実験授業広島サークル」「神奈川・川崎仮説サークル」といったサークルが各地にある。『たのしい授業』のサークル案内を見て参加することもあり、教員以外が参加することもある。かつてはガリ版の『仮説』を発行し、連番となっていたが、これらは発行元のサークルが単独で編集発行し、財源も賄っていた。
サークルでは授業書の研究開発のみならず、教師の悩みに乗ってもらうこともあり、授業の最初と最後でやることを決めておくことや、授業記録や授業通信を実施するなど、具体的な助言をもらえることもある。また、教師と科学研究者の連携の場という側面もある。なお、サークルは2名からでも作れるため新しくできていくが、活動を停止するサークルも多い。

### 全国合宿研究大会

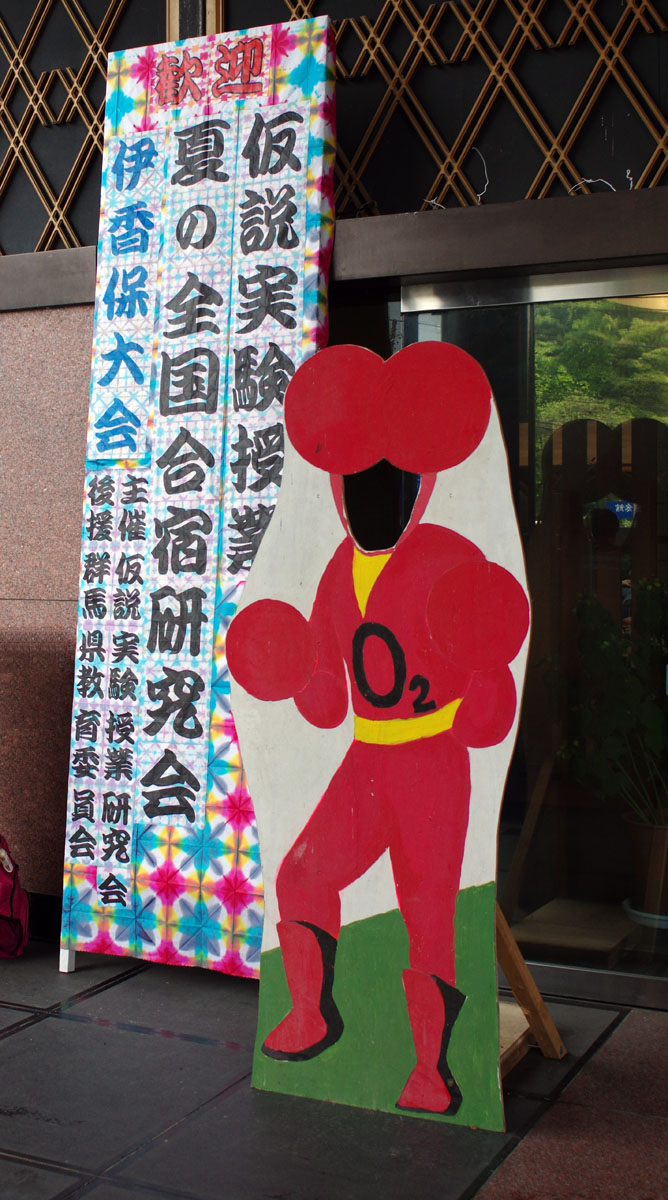
2016年夏の群馬県伊香保大会の会場に設置された看板。この研究会で研究されているおりぞめとゲンシマンが使用されている。

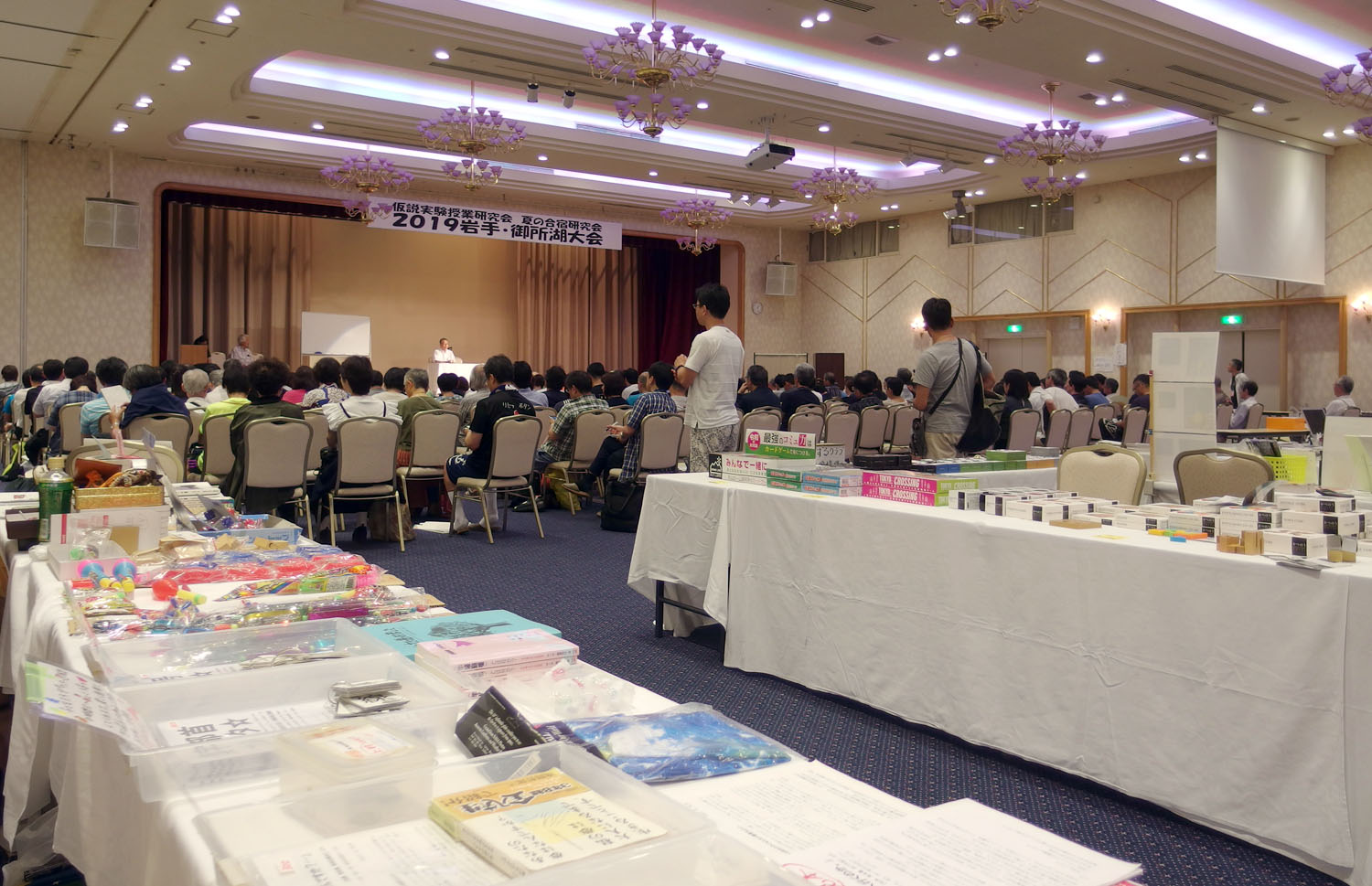
仮説実験授業研究会の全国合宿研究会・岩手御所湖大会（2019年7月29-31日）の全体会と売り場の光景。

夏と冬に二泊三日の全国合宿研究大会を開催している。夏は1967年から、冬は1986年から始まっており、夏の大会は人数が多く分科会になってしまうため、全体会をすることを意図して冬の大会が開かれるようになったという。大会の最後には、立候補した候補地の中から翌年の開催地が選出される。2014年夏大会の山口県は、10度目の立候補で開催を獲得している。
本や教材を販売する売り場が設けられ、夜には「ナイター」と呼ばれる企画がある。ナイターでは出版記念パーティーや新入会員紹介パーティーが恒例になったり、｢モルQ」「分子カルタ」「マッキーノ」などが取り上げられたりもした。また、夏の大会では子供向けのサマースクールが行われることもある。
なお、板倉聖宣は研究集会における売上高を会費総収入で割った「イタクラ係数」というものを定義し、この係数がほぼ等しい（0.7より大きく1.5より小さい）ことを「イタクラの法則」とした。1999年や2001年、2002年の冬大会、および2012年と2018年の夏大会でイタクラ係数は1.0となった。しかし、2005年夏大会には1.4を超えて1.5に、2017年夏大会には0.7になってしまっている。

### フェスティバル

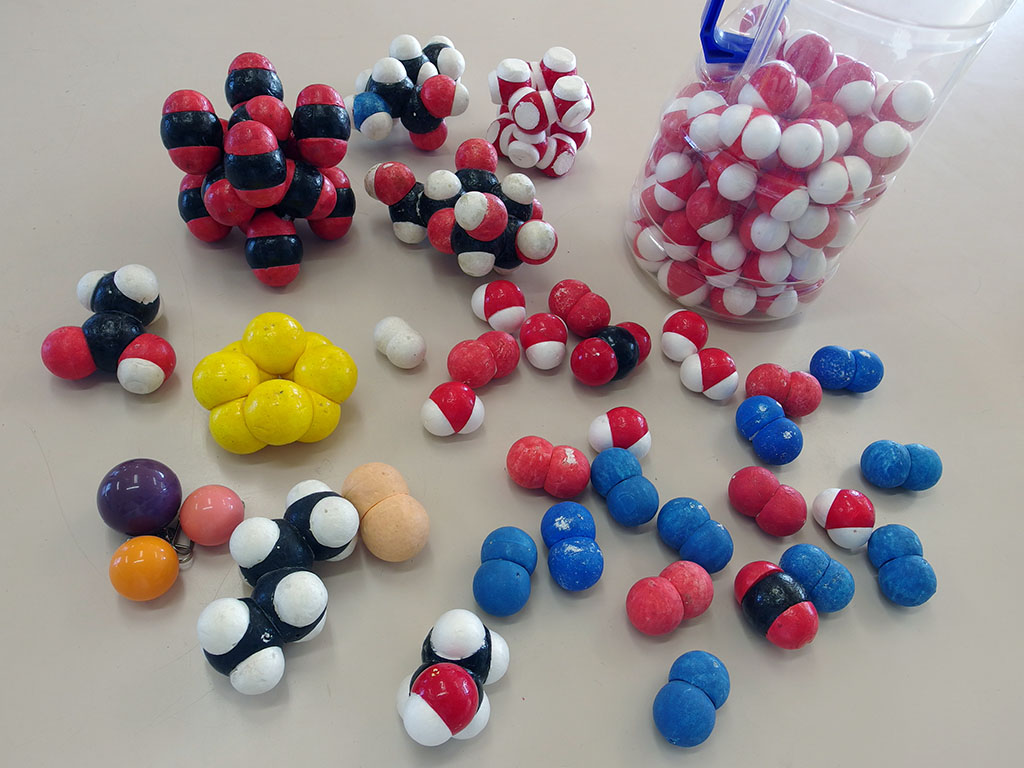
1億倍実体積の分子模型。

1986年、東京で3月に「たのしい授業フェスティバル」が開催され、3年目の1988年からは兵庫県の尼崎市で行われる。1億倍実体積の分子模型など、教材や教具、おもちゃの販売が盛んで、1988年6月発行の『たのしい授業』第65号では「たのしい授業フェスティバル販売カタログ」の特集が組まれている。また、1986年には福岡でフェスティバルを参考に「たのしい授業ミニ見本市」が開催された。
このフェスティバルは以後続いていき、2001年には尼崎だけでなく東京でも「たのしい授業グランドフェスティバル」が開催され、グランドフェスティバルは大人約1300名、子供約190名の参加者を集めた。以後、尼崎のフェスティバルは「たのしい授業フェスティバル＆入門講座」として、東京は「東日本たのしい授業フェスティバル」として開催が続いており、授業書の入門講座や、ものづくり、授業プランを体験できる。
また、2013年から5年間は「関西たのしい授業フェスティバルin百合学院」が11月に開催されており、同学年・同クラスの子供を対象とした仮説実験授業の公開授業が行われることが特徴であった。ほかにも、「仮説フェスティバル」（国立市、11月上旬）、「北海道仮説実験授業サマーフェスティバル」（8月上旬）、愛知・仮説実験授業フェスティバル」（刈谷市、8月下旬や8月中旬、「わくわく科学教室グランドフェスティバル」（高知）といった開催事例もある。

## 板倉賞

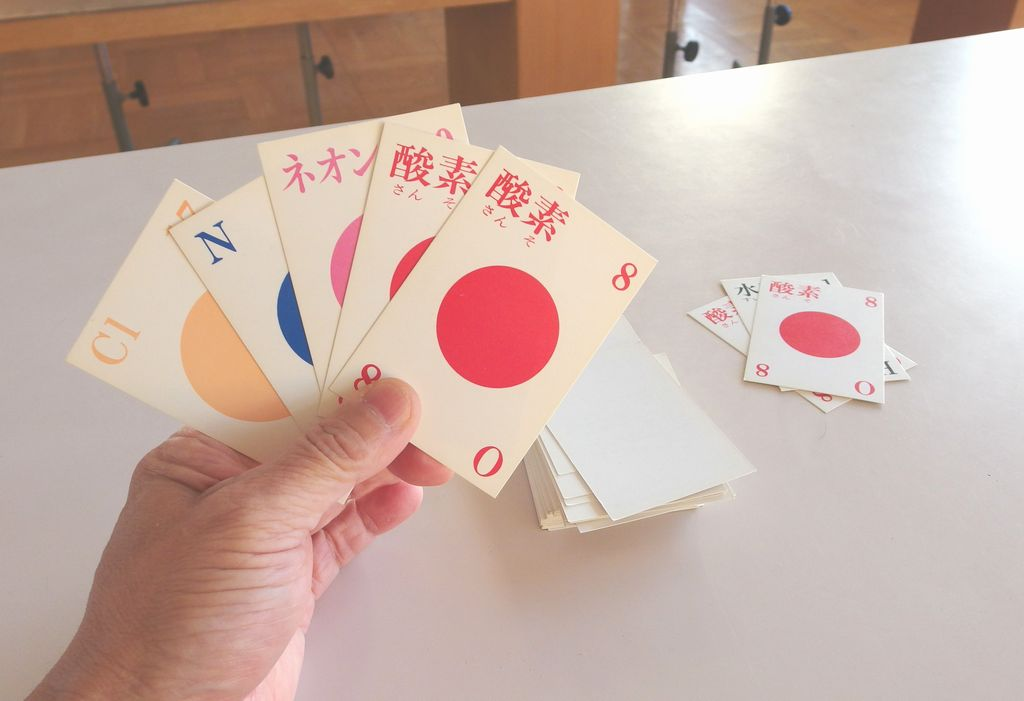
モルQの原子カード。1992年夏の全国大会で発表され、ゲームも実演した。考案した松平亨は、1999年の板倉賞を受賞している。

板倉は1990年の還暦祝いで多くの祝い金を得たのをきっかけに、それを基金にして「板倉研究奨励賞」を設立。賞の授与は1991年1月の冬の全国合宿研究会から始まっており、第1回受賞者は犬塚清和と宮地祐司であった。板倉は「研究が完成した段階よりも、研究活動が本格化した段階で、資金援助をすることが大切」という考えから、「多くの人々の見るところの評価が安定してからの賞とするよりも、まだそこまでいかないような仕事をも応援するような賞にしたい」という理念を示し、「主観的な評価」と断った上で、設立理由を記している（#外部リンクも参照）。
1991年7月の夏の全国大会（北海道定山渓大会）では「低学年における原子論教育の可能性」の功績により第2回の賞が伊藤恵に贈られた。伊藤恵はその後の1992年1月の冬の全国合宿研究会で受賞記念講演をし、以後夏の大会で授与し、受賞者が次の冬の大会などで記念講演を行うことが慣例となった。当初「イタクラ研究奨励賞」と呼ばれたが、その後「板倉賞」の名称で定着した。
授業書の開発や普及が評価されることが多いが、数学分野の授業展開に取り組んだ出口陽正や、授業書を元にした科学劇のシナリオ作成や実践を行った伊藤善朗に対しても授与されている。さらに2000年にはサイエンス・シアターの台本を授業書にする活動取り組みに対して授与され、2003年には大学での仮説実験授業が、2008年には盲学校における仮説実験授業の取り組みが受賞した。
また、モルQの松平亨、紙芝居「ゲンシマン」の小笠原智、「街角かがく倶楽部」を展開する村西正良や田中葉子も受賞している。一方で、1995年には「研究会の事務体制を補強し発展させた」という功績に対して二階堂泰全が受賞しており、2000年には「板倉講演のテープ起こしの達人」が評価されて原田研一が受賞している。なお、中一夫（2005年、2013年）や阿部徳昭のように、2度受賞することもある。
なお、2018年の板倉聖宣の死後以降2024年現在では、このような表彰は行われていない。

## 特色・評価
犬塚清和は、仮説実験授業研究会を「科学教育を科学にするという立場をとる学問的な「学派」である」と解釈した。北海道大学名誉教授の高村泰雄は、数学教育協議会（数教協）と並んで仮説実験授業研究会の取り組みに学んだといい、「「すべての子どもに現代科学の基本的な概念や法則をやさしく教える」ことを標傍し、教育内容の構成や授業の組織化にも目覚ましい科学的な成果を挙げて」いると評価した。
会則には「会としての決議は一切行わず、その行動、意思表示などは会員各自の──あるいは同じ意見のもの同士の他の行動組織の──自由に任せるものとする。」とある。板倉聖宣は、犬塚がガリ版の『仮説』を出版したような会員の自由な活動を評価して、「中央の委員会や事務局がなにもしなくても、大会はもとより各種各様の全国機関紙が出せるようになった」、「この『仮説』こそが、仮説実験授業研究会の本当の機関紙という性質をもっている」、「こういう研究・組織のあり方自体が仮説実験授業的だと思う」と述べている。
なお、「政治上の意見については仮説実験授業研究会は何ら意思表示をしない」というスタンスで、運動団体ではないという立場であった。会員から不満が出ながらも、入試や学習指導要領などに意見を出すような活動はしなかった。また、朝日新聞社のジャーナリスト・高橋真理子によると、日教組と文部省が対立する時代に、仮説実験授業研究会は組合系と文部省系のどちらにも与しなかったという。
会則では「仮説実験授業を実施してその記録など研究資料・論文を本会に提出したもの、および仮説実験授業の授業書の作成に従事するなど、仮説実験授業の研究に寄与したものは、本会の承認を得て会員となることができる。」と規定され、板倉は安易に会員を増やさないという方針をとっていた。また、当初は授業書の購入や発表にも制限をかけていた。

## 出版物

### 会報・会誌
会員には毎月、会報として「研究会ニュース」が配布される。
過去には
- 『仮説実験授業研究』（タイプ版[10]、全18号）[131]
- 季刊『科学教育研究』（国土社、1970-73年、全12集）[132]
- 季刊『仮説実験授業研究』（仮説社、1974-77年、全12集）[29][注釈 5]
- 季刊『授業科学研究』（仮説社、1979年-1982年、全12集）[134]
- 季刊『科学入門教育』（仮説社、1983年-1987年、全12集）[注釈 15]
- 『仮説実験授業研究 第3期』（仮説社、1989年7月- 、既刊11集）[135]

といった機関紙・研究誌が出版されている。
また、板倉聖宣が編集代表として1983年3月から
- 月刊『たのしい授業』（仮説社、NCID AN10120924）

が創刊されている。同誌には各地で開催されるサークルの月例会や入門講座、フェスティバル、講演会の案内が掲載されており、板倉は研究会の「準機関誌」と位置付けている。なお、2017年には継続が危ぶまれたが、竹内三郎は発刊継続の方針を打ち出した。

### 研究会編集の書籍
1982年10月には、仮説実験授業研究会編集による〈楽しい科学の授業研究〉シリーズが、ほるぷ出版から
- 『仮説実験授業研究』1-2巻、3-4巻、5-6巻、7-8巻、9-10巻、11-12巻（NCID BN09577578）
- 『科学教育研究』1-2巻、3-4巻、5-6巻、7-8巻、9-10巻、11-12巻（NCID BN09575856）
- 『授業科学研究』1-2巻、3-4巻、5-6巻、7-8巻、9-10巻、11-12巻（NCID BN09578253）

が出版され、同時に同シリーズとして
- 『授業書』全6巻（NCID BN06996654） - 1 物性・化学編、2 物性・化学編、3 力学編、4 力学編、5 物理・天文編、6 生物・公害編

も出版された。
また、1988年から1989年にかけて仮説実験授業研究会と板倉聖宣の編集により、〈授業書研究双書〉シリーズが国土社と仮説社の2社から連携して出版された。それぞれ
- 国土社 - 『てこ・滑車・仕事量』[139]、『力と運動・速さと距離と時間』[140]、『浮力と密度・重さと力・まさつ力』[141]、『電池と回路』[142]、『動植物の分類と進化・たべものとうんこ』[143]、『いろいろな気体・燃焼』[144]
- 仮説社 - 1.『光と虫めがね』[145]、2.『ものとその電気』[146]、3.『磁石・ふしぎな石』[147]

が刊行されている。

## 関連施設

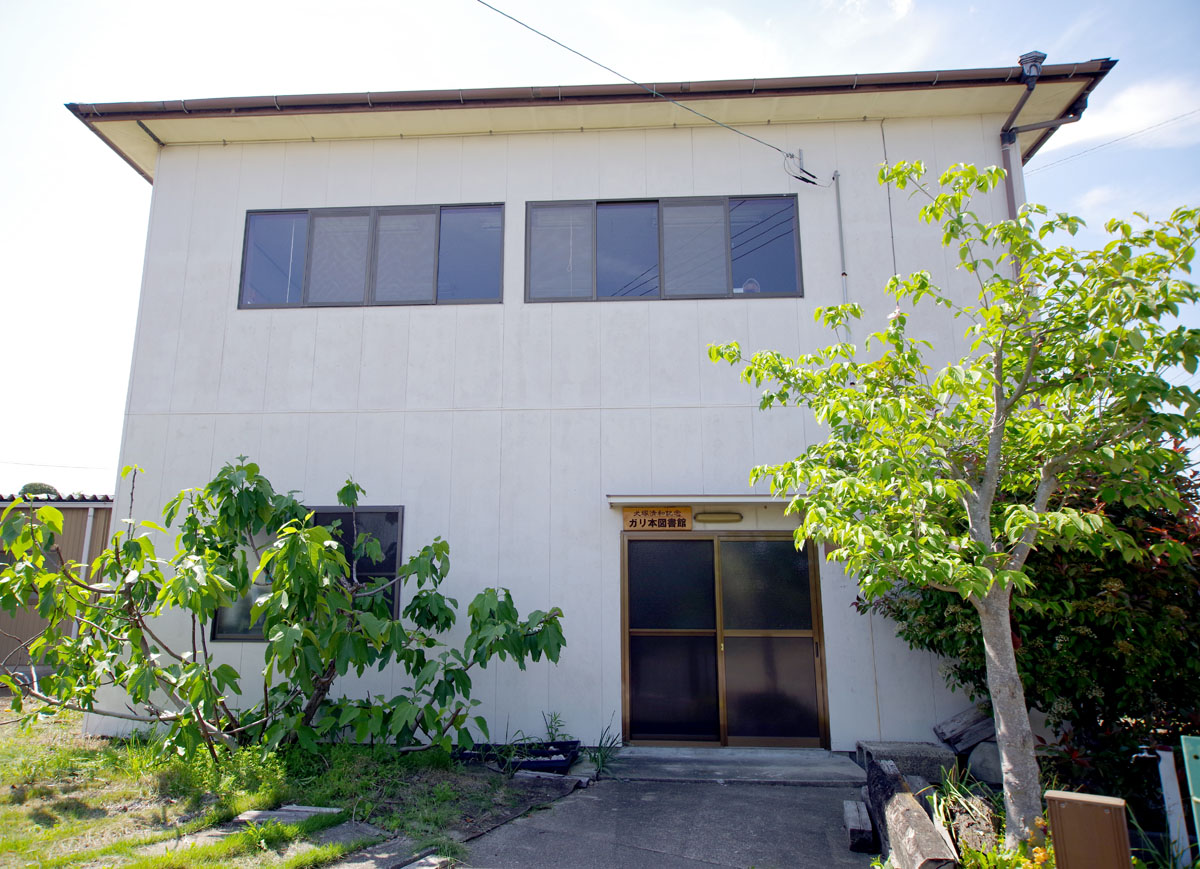
ガリ本図書館の外観。愛知県西尾市にある。2022年5月2日撮影。

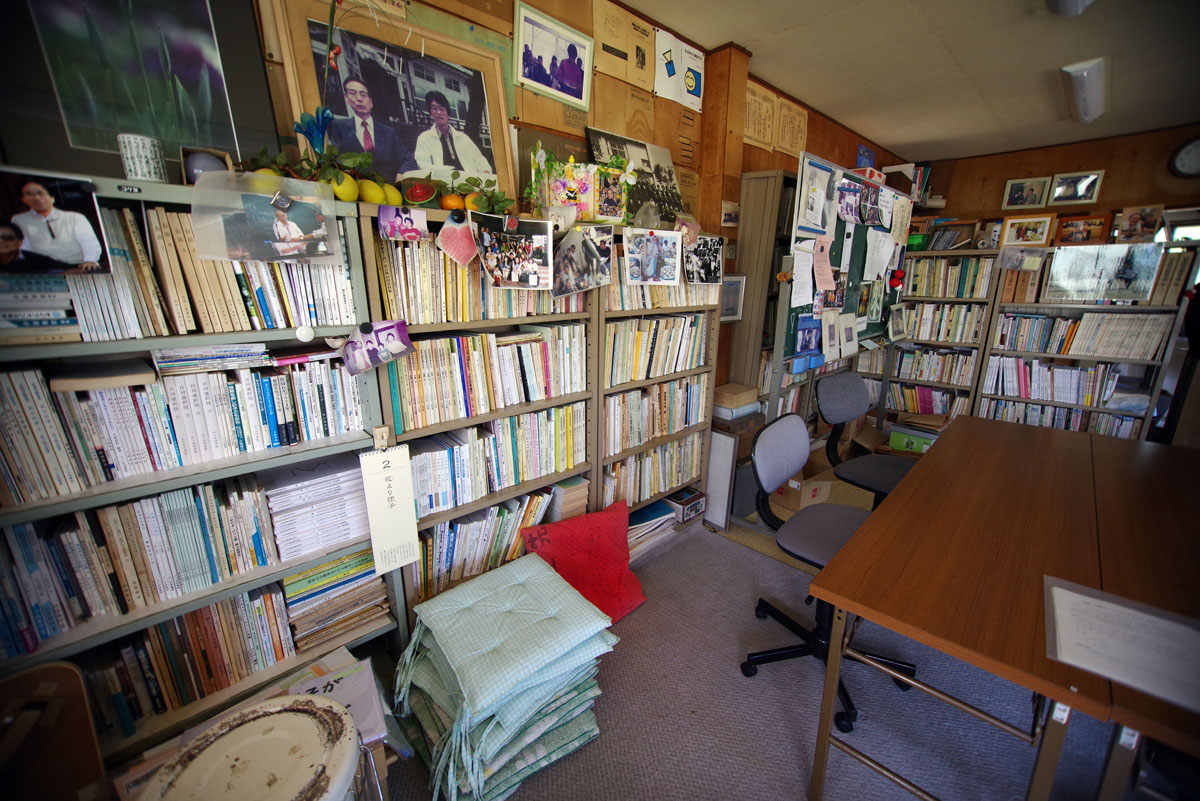
ガリ本図書館1階の書庫。研究会事務局がある。2022年5月2日撮影。

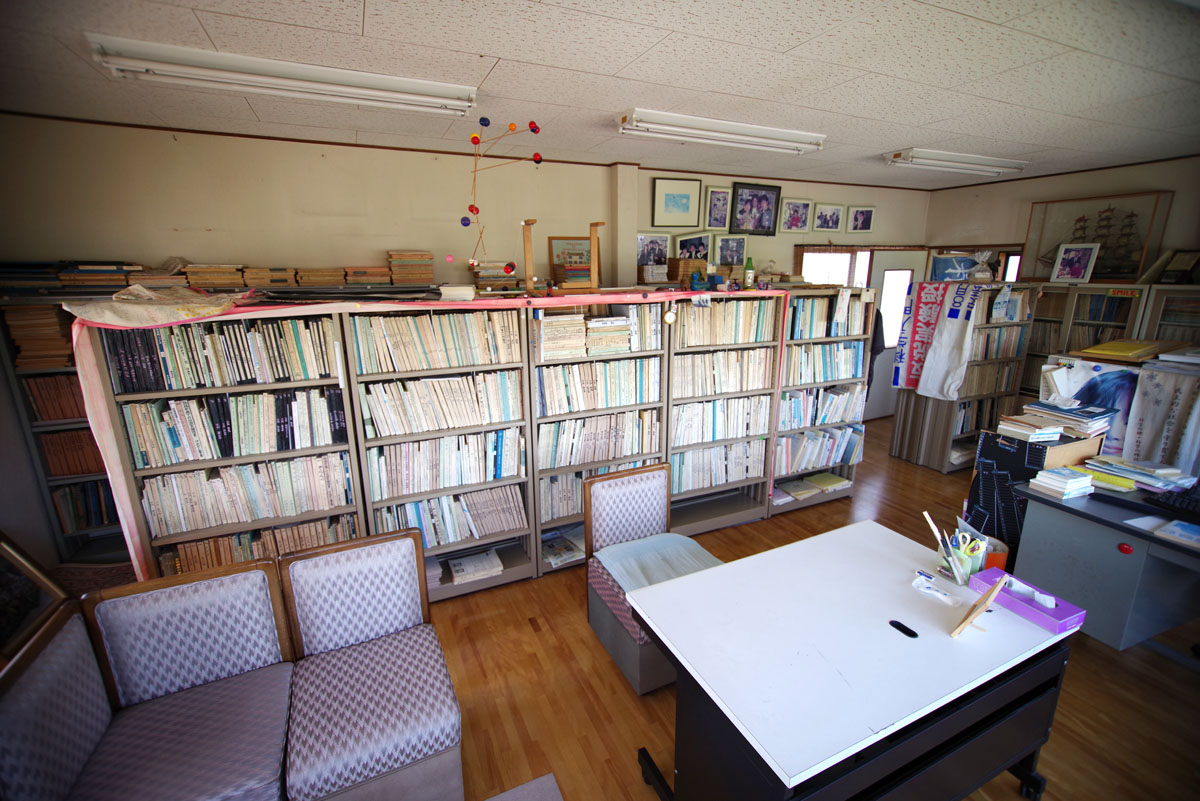
ガリ本図書館の2階にある書庫。2022年5月2日撮影。

### 仮説会館
1981年には「仮説実験授業やたのしい授業を推し進める人たちの溜まり場にしよう」という構想があり、2015年の移転まで、毎月第4土曜日に『たのしい授業』の公開編集会議が開催されていた。当初は東京都の西神田に置かれ、のちに移転して高田馬場で仮説社と隣接する形になる。また、「たのしい授業ゼミナール」や「街角かがく倶楽部」なども開催されていた。
2015年に、仮説社は豊島区の巣鴨に移転。仮説会館も調布市に移転し、板倉聖宣の活動する（私立）板倉研究室と同居する形になる。20人前後が集まれる場所であったものの、これを契機に『たのしい授業』の編集会議は仮説社で行われるようになる。調布の仮説会館では狛江・調布サークルの活動や、「教師塾」などの会が催された。
2018年、板倉の死を契機に「仮説会館」は閉鎖となった。なお、東京のほかに「名古屋仮説会館」や「蛸草松尾仮説会館」、「札幌仮説センター」もあり、東京都の仮説会館を「東京仮説会館」と区別して呼ぶ場合もある。「名古屋仮説会館」の開設は、入門講座と連携講座の統合がきっかけであったという。

### ガリ本図書館
「自分が作りたくて作った手作り本」を「ガリ本」と称しており、ガリ本の原点は1973年の小樽での全国大会で販売されたガリ版資料『仮説』に由来する。1987年に開設された「ガリ本図書館」は愛知県西尾市にあり、多くの研究資料が所蔵されるとともに犬塚清和の仕事場を兼ねていた。研究会の事務局はガリ本図書館内に置かれ、つばさ書房、西尾仮説サークル、西尾仮説の会などもここを拠点とした。
1991年頃には毎月10冊ほど新しい資料が送られてきていたといい、この時点で「ガリ本図書館」の蔵書は約2500冊に達していた。また、板倉聖宣の『物理学の歴史』（キリン館、1988年）や『幸福論と年表』（仮説実験編集委員会編、仮説実験授業ガリ本図書館、1995年）といった本の印刷・発行も、ガリ本図書館名義で行われた。
なお、2008年には「ガリ本図書館」の隣に「授業書管理室」が設立される。仮説実験授業に関する歴史的資料や授業書による授業記録が保管されている。実際に東京大学の齊藤萌木は仮説実験授業を分析するにあたり、授業書管理室で授業記録を参照している（齊藤の論文では「仮説実験授業研究会事務局」と書かれている）。

### 科学の碑・科学の碑記念会館

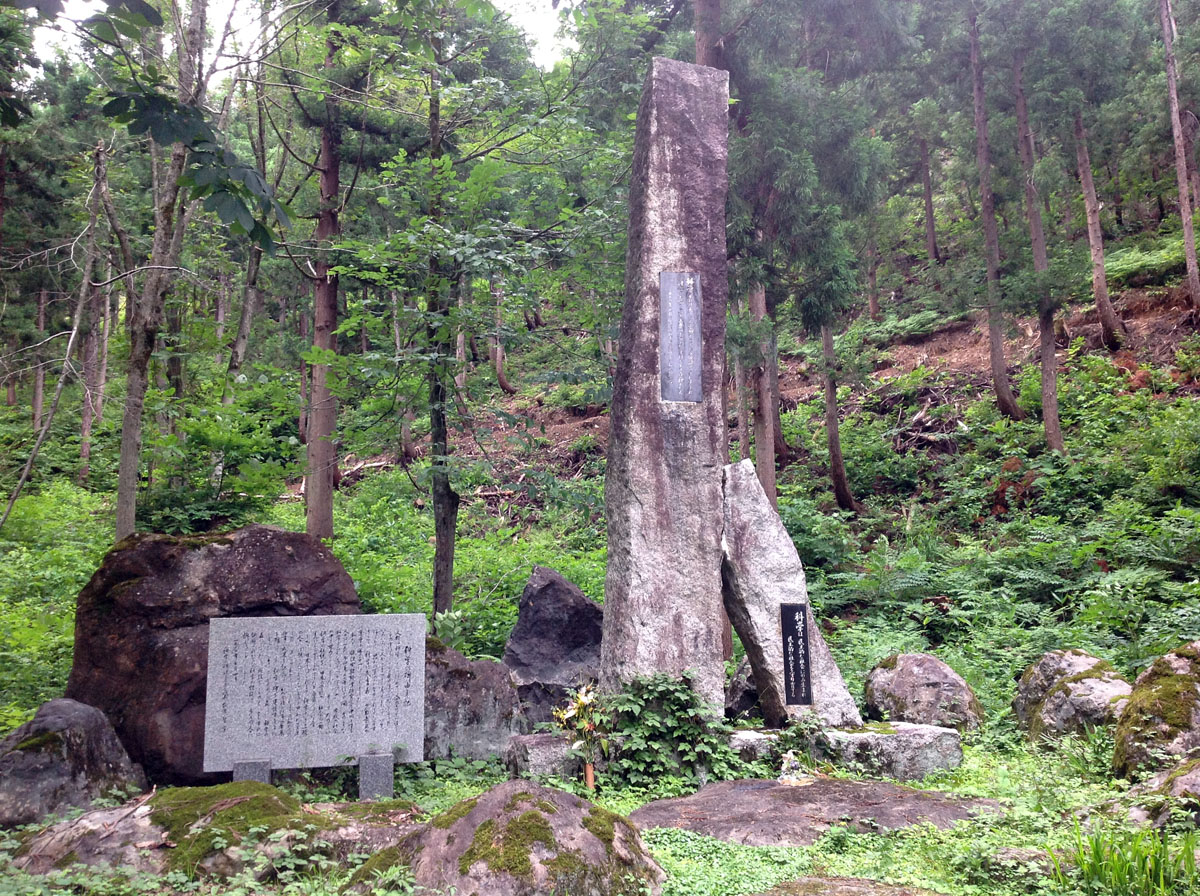
科学の碑は「人」の文字を型取っている。

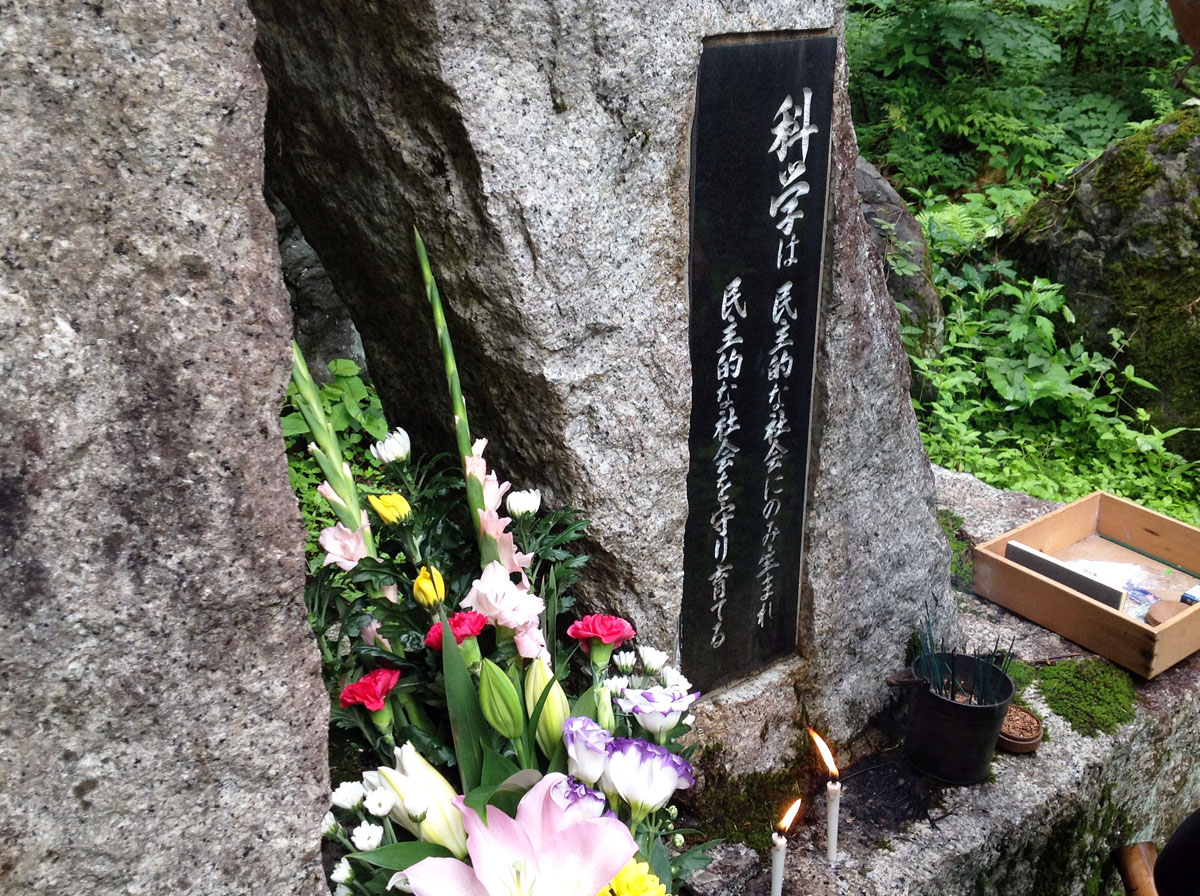
碑には板倉聖宣の言葉である「科学は民主的な社会にのみ生まれ、民主的な社会を守り育てる」が刻まれた。

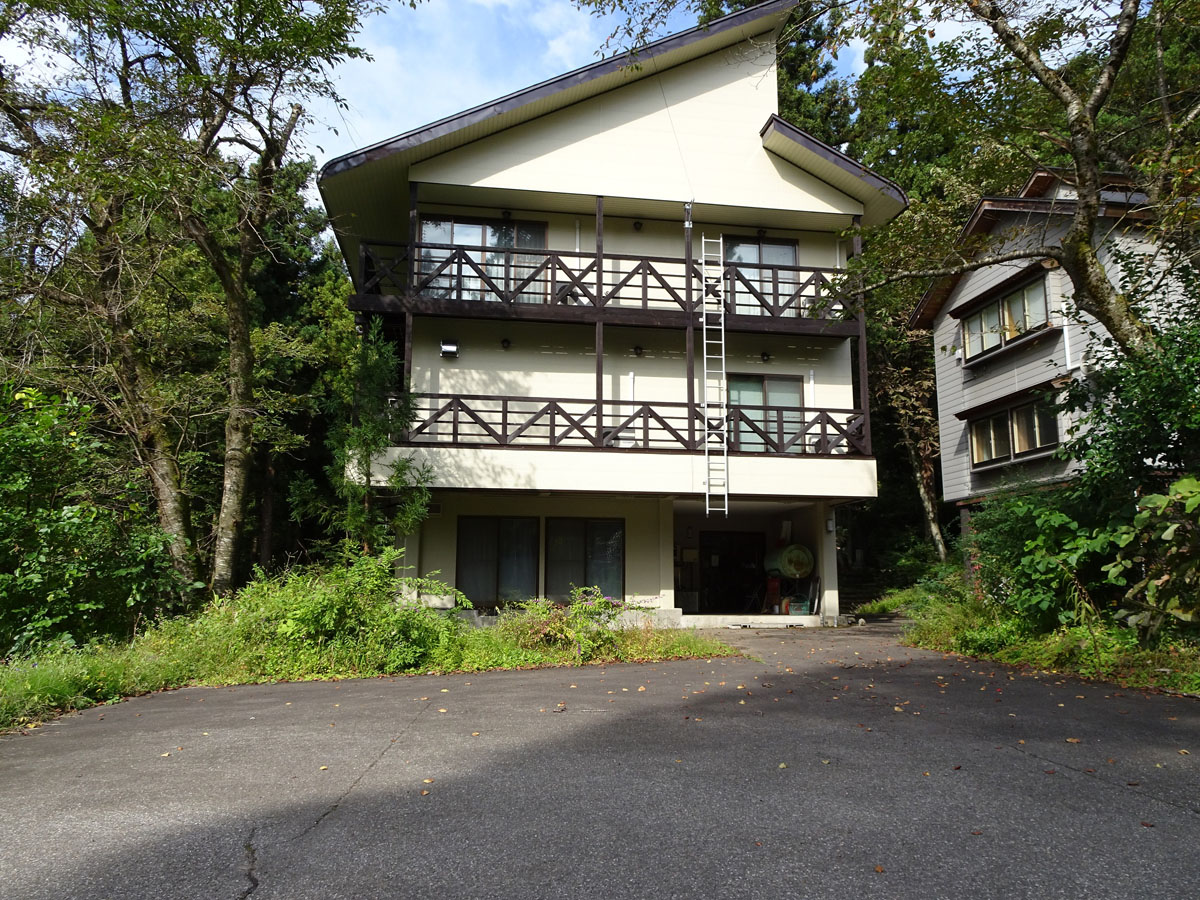
科学の碑記念館。板倉聖宣の蔵書が保管・公開されている。

新潟県魚沼市（旧 湯之谷村）にある時宗の寺「東養寺」に、「科学の碑」や「科学の碑記念会館」が建立されている。「科学の碑」は研究会員らの寄付で1990年5月4日に建設されたもので、板倉聖宣の言葉が記されている。「科学の碑」の裏側は無宗教の共同墓地になっており、科学の碑運営委員会が運営している。仮説実験研究会会員でもあった細井心円が、建設時の東養寺住職であった。
さらに「科学の碑」に隣接して「科学の碑記念会館」が建設されることになり、1993年に完成。なお、科学の碑や記念館の周囲は、山林公園にもなっており、会館は科学の碑を訪れる人の休憩所も兼ねている。この会館には仮説実験授業やたのしい授業に関する文献が所蔵されており、1997年の時点でおよそ3万冊に及んでいる。蔵書は板倉聖宣の自宅書庫ともに、板倉コレクションとして管理されている（「外部リンク」参照）。
記念会館には各種実験器具も所蔵されており、ブレーズ・パスカルの真空実験復元装置は記念会館で保管されていた。2004年には愛知県立大学の小柳公代らによって、記念会館で公開実験、および録画DVDの制作が行われており、細井も参加している。また、子供向けのイベントや研究会での使用、中学校や高等学校のサークルの合宿にも利用されている。
なお、2003年には10周年企画「科学の碑・春まつり」が、2008年には「科学の碑記念会館15周年の会」が開催されている。

## 主要な人物
板倉聖宣
詳細は人物記事「板倉聖宣」を参照。
上廻昭
上廻 昭（かみさこ あきら、2015年11月3日没、享年88）は日本の教育者。島根県生まれ。東京第一師範学校を卒業し、荒川区の中学校教諭に着任。一旦退職し、明治大学法学部に編入。その後は時間講師、学習院初等科教諭を経て成城学園初等学校教諭。仮説実験授業の創始者の1人。単著に『仮説実験授業への道』（明治図書出版、1990年、ISBN 4186227047）があり、授業ビデオに『78歳現役!!仮説実験授業と共に生きる上廻昭の「ふりこと振動」』（スタジオ・オズ、2000年、ISBN 4990288742）がある。1960年代の仮説実験授業黎明期の授業を受けた受講生に対し、37年経った後の追跡調査を実施している。
庄司和晃
詳細は人物記事「庄司和晃」を参照。
竹内三郎
詳細は「仮説社#竹内三郎」を参照。
細井心円
細井心円は1986年に小学校教員を定年退職した後、新潟県湯之谷村（現 魚沼市）にある東養寺（時宗）の住職に就任。住職の傍ら老人ホームで法話をしたり、講師依頼を受けて科学啓発も行い、『たのしい科学』でも発表していた。時宗の教えに仮説実験授業と通じる点があることを指摘し、自利利他を説いた。（科学の碑・科学の碑記念会館」も参照。）
松本キミ子
詳細は「松本キミ子」を参照。
松本 キミ子（まつもと きみこ、1940年5月生まれ）は日本の教育者、美術家。北海道沼田町生まれで、東京芸術大学彫刻科を卒業。産休補助教員として小学校・中学校で図画・美術教育に取り組む中で、1975年にキミ子方式を考案。板倉聖宣との出会いを契機にキミ子方式は仮説実験授業研究会などで広まっていく。高崎芸術短期大学教授、拓殖大学北海道短期大学教授、共栄学園短期大学教授、美術の授業研究会代表、キミ子方式を楽しむ会代表を歴任。
各地の招待講演や大学でもキミ子方式を広めた。『たのしい授業』では「教室のさびしい貴族たち」を連載し、書籍化されている。ほかに『絵の描けない子は私の教師』、『三原色の絵の具』などの著書がある。キミ子方式の問い合わせ窓口として「キミコ・プラン・ドゥ」が設立されており、長男の一郎が代表を務める。また、北海道旭川市にはキミ子方式資料館として「メゾン・ド・キミコ」も設立されている。2022年2月23日死去。

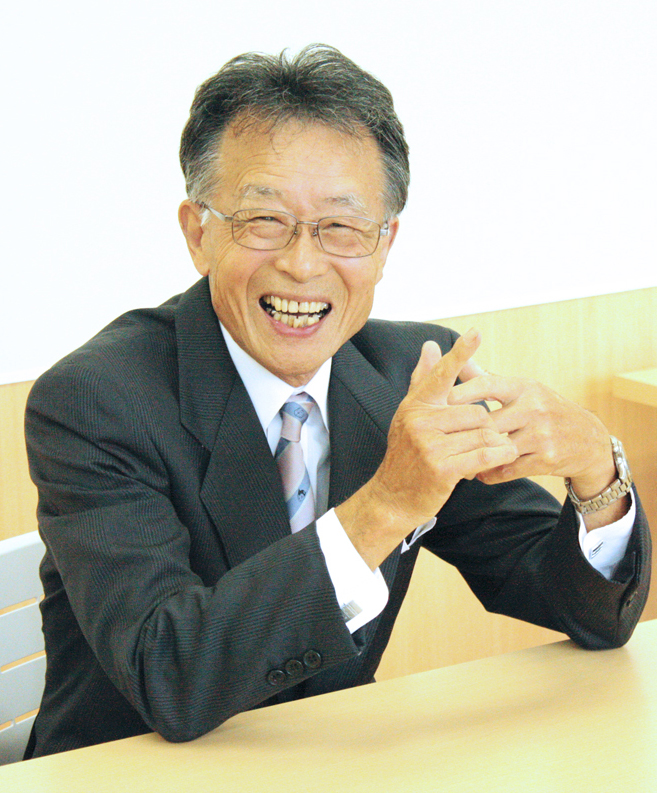
犬塚清和・ルネサンス高校豊田校・校長時代のもの。2015年撮影。

犬塚清和
犬塚 清和（いぬづか きよかず、2019年5月27日没、享年76）は日本の教育者。ガリ版による『仮説』の創始者で、仮説実験授業研究会では1983年から事務局長を担当。西尾仮説サークルの創設や、『科学入門教育』編集代表でも貢献し、事務局は犬塚の自宅に置かれた（ガリ本図書館）。単著に『教師6年プラス1年―ぼくの仮説実験授業―』がある。
愛知県西尾市生まれ、愛知学芸大学卒業。西尾市立の中学校で教諭を務め、1971年に退職して名古屋大学教育学部研究生。復職して再び同市で中学校や小学校で教諭を務め、2003年で定年退職。2006年から通信制のルネサンス高等学校講師、2009年から同校校長に就任。2011年10月からルネサンス豊田高等学校の校長。2015年からはルネサンス高等学校グループの名誉校長も兼任していた。
原島鮮や笠耐らが参加した1970年の日本物理教育学会の座談会では、犬塚の研究資料により仮説実験授業が紹介された。大学時代の恩師によると、学生時代は出来が悪かったものの、正義感の強い人物であったという。竹内三郎は「〈仮説実験授業〉をつくったのは板倉聖宣だが、〈仮説実験授業研究会〉を、まさに今あるような独特の活力をもった研究会として維持したのは犬塚清和」と評している。
宮地祐司
「ころぶす学会」や「大道仮説実験講座」といった活動を展開し、授業以外における楽しい科学教育を志向した。NPO法人「楽知ん研究所」を設立し、所長を務める。科学史にも造詣が深く、原子論からサイフォンの原理を説明して授業書「水分子の鎖」を開発した。単著に『生物と細胞』や『サイフォンの科学史』があり、板倉聖宣や塚本浩司との共著に『たのしい知の技術』がある。